# Parectopa quadristrigella
Parectopa quadristrigella är en fjärilsart som först beskrevs av Philipp Christoph Zeller 1877.  Parectopa quadristrigella ingår i släktet Parectopa och familjen styltmalar.
Artens utbredningsområde är Colombia. Inga underarter finns listade i Catalogue of Life.